# Отношение общества к гомосексуальности

Pew Global Attitudes Project 2013: "Что из представленного ближе к вашему мнению, номер 1 или номер 2?: №1 – Гомосексуальность должна приниматься обществом, №2 – Гомосексуальность не должна приниматься обществом". Процент респондентов, которые предпочли вариант №1:
81–90%
71–80%
61–70%
51–60%
41–50%
31–40%
21–30%
11–20%
1–10%

Отношение общества к гомосексуальности чрезвычайно разнообразно в различных культурах и различные исторические эпохи, как и отношение к сексуальным желаниям, активности и отношениям в целом. Все культуры имеют свои сексуальные нормы: некоторые санкционируют однополую любовь и сексуальность, в то время как другие не одобряют такую сексуальную активность. Как и в случае с гетеросексуальным поведением, в отношении гомосексуального поведения разные установленные предписания и запреты могут быть даны людям соответственно их полу, возрасту, социальному статусу и/или классу. Например, среди самураев Японии в досовременный период рекомендовалось, чтобы юноши подросткового возраста вступали в эротические отношения со зрелыми воинами (сюдо), но эти сексуальные отношения считались неуместными, когда юноши достигали мужского возраста.
Многие мировые культуры рассматривали репродуктивный секс в качестве признанных сексуальных отношений: иногда — единственно допустимых, иногда — совместно с однополой любовью, будь то страстные, интимные или сексуальные отношения. Некоторые религии, особенно находящиеся под влиянием авраамизма, традиционно осуждают гомосексуальные акты и отношения, в ряде случаев осуществляя жёсткое наказание нарушителей. Начиная с 1970-х годов многие страны становятся более толерантными и принимающими однополые отношения между партнёрами, достигшими возраста согласия. Вместе с этим, по данным на 2017 год в 72 странах мира сохраняется уголовное преследование за гомосексуальные акты и ещё в 5 странах они караются вплоть до смертной казни.

## Статистика по странам
Отношение общества к гомосексуальности исторически сильно различалось в разных культурах и в разные эпохи. В настоящее время также наблюдаются разные тенденции в различных культурах и регионах земли. В 2007 году Pew Research Center провёл глобальное исследование отношения к гомосексуальности в различных частях света и странах (исследовательский проект Pew Global Attitudes Project) и обнаружил:

«Люди в Африке и на Ближнем Востоке решительно возражают против социального принятия гомосексуальности. Принятие гомосексуальности и бисексуальности, однако, очень высоко в Западной Европе, Канаде, США, Австралии и Новой Зеландии. Многие страны Латинской Америки, включая Аргентину, Бразилию, Чили и Мексику также имеют гей-признание большинства».
Следующее аналогичное глобальное исследование было проведено в 2013 году. Оно показало такие же тенденции, а также позволило сделать заключение, что отношение к гомосексуальности существенно не изменялось в странах в течение последних лет, за исключением Южной Кореи, США и Канады, где число мнений о том, что гомосексуальность должна приниматься обществом, возросло на 21 %, 11 % и 10 % соответственно в сравнении с ответами в 2007 году.
Исследование также выявило, что принятие гомосексуальности особенно распространено в странах, в которых религия занимает менее важное место в жизни людей. Эти страны являются наиболее преуспевающими и развитыми экономически. В более бедных странах с высоким уровнем религиозности населения мало кто считает, что гомосексуальность должна приниматься обществом.
Хотя есть исключения. Например, в Китае религиозность населения невелика, однако, гомосексуальность большинством не принимается. Напротив, население Бразилии и Филиппин значительно терпимо к гомосексуальности, несмотря на относительно высокий уровень религиозности.
Исследование, проведённое в 2019 году, показало существенный рост уровня толерантности в большинстве стран мира. Более богатые и развитые страны были менее гомофобными. Связь между экономическим уровнем развития страны и толерантностью к ЛГБТ может быть двунаправленной: с одной стороны, при сокращении стигматизации ЛГБТ на рынке труда и в сфере здравоохранения увеличивается эффективность труда и уменьшается нагрузка на систему здравоохранения, что стимулирует экономический рост; с другой стороны, развитые страны с большей вероятностью будут заботиться о правах человека и своём имидже на международной арене.
Во многих странах отношение к гомосексуальности различается в разных возрастных группах: молодые респонденты гораздо чаще принимают гомосексуальность, чем более старшие. В большинстве исследованных стран отношение к гомосексуальности среди мужчин и женщин существенным образом не различается. Но в странах, в которых гендерные различия присутствуют, женщины гораздо более толерантны к гомосексуальности, чем мужчины.
Таблица результатов трёх глобальных исследований 2007, 2013 и 2019 годов представлена справа.

## Социологические исследования

### Исследования в мире
Начиная с 1970-х годов исследователи изучают отношение к геям и лесбиянкам, а также социальные и культурные факторы, которые лежат в основе этого отношения. Проводятся многие исследования распространённости принятия или неодобрения гомосексуальности и обнаружены устойчивые коррелянты с различными демографическими, психологическими и социальными переменными. К примеру, исследования (главным образом проведённые в США и представленные в научных публикациях периода 1970-х — 1990-х годов) показали, что гетеросексуалы с позитивным отношением к гомосексуальности в большей массе — женщины, белые (не чернокожие), молодые, нерелигиозные, хорошо образованные, политически либеральные или умеренные, и имеющие личные контакты с открытыми гомосексуалами. Они также чаще имеют позитивное отношение к группам других меньшинств и в меньшей мере поддерживают традиционные представления о гендерных ролях. Ряд исследований того же периода также показал, что женщины устойчиво симпатизируют геям, и некоторые (но не все) обнаружили, что мужчины устойчиво симпатизируют лесбиянкам. Мета-анализ исследований показал, что отношение к геям во всех странах хуже, чем к лесбиянкам.
Изучение негативного отношения к гомосексуальности выявило, что высокие показатели негативизма устойчиво коррелируют с сильной религиозностью, отсутствием контактов с геями и лесбиянками, приверженностью к традиционным полоролевым отношениям, верой в традиционную идеологию семьи и высокой выраженностью догматизма. Кроме того, в ряде исследований была обнаружена негативная корреляция между интеллектом и уровнем гомофобии. 
Некоторые группы населения в большей мере демонстрируют принятие гомосексуальности или наоборот, чем другие. Так, в США афро-американцы в большинстве случаев менее толерантны к гомосексуальности, чем европейцы или латиноамериканцы. Израильтяне демонстрируют большее принятие гомосексуальности среди народов Ближнего Востока, как показывает исследование Pew Global Attitudes Project, и ситуация с ЛГБТ-правами в Израиле отражает этот факт. Исследование Pew Global Attitudes Project охватывает арабов, проживающих в Израиле, которые обнаруживают гораздо меньшую толерантность к гомосексуальности, чем евреи.
Согласно другому исследованию 2007 года, 73 % опрошенных евреев Израиля заявили, что, если их дети сообщат о своей гомосексуальности, они примут их, и это не отразится на их взаимоотношениях. В 2009 году опрос крупного новостного издания Гаарец показал, что 67 % ортодоксальных иудеев, 64 % арабов, 57 % русскоговорящих эмигрантов рассматривают гомосексуальность как извращение. Тем не менее, 66 % традиционных иудеев и 86 % секулярных евреев заявили, что не имеют проблем с принятием гомосексуальности.

### Исследования в России
Интересны результаты последних исследований отношения к гомосексуальности в России. Специалисты Левада-Центра, проводившие опрос населения в июле 2010 года, заключили по его итогам, что «гомофобия достаточно широко распространена в российском общественном мнении». В обоснование они приводят, в частности, следующие результаты. 74 % респондентов убеждены, что геи и лесбиянки — это морально распущенные или психически неполноценные личности. Лишь 15 % ответили, что гомосексуальность является равноправной наряду с традиционной сексуальной ориентацией. 39 % считают, что их надо принудительно лечить или иначе изолировать от общества. 4 % высказывают мнение о том, что лиц с нетрадиционной сексуальной ориентацией необходимо ликвидировать.
Вместе с этим большинство россиян — 45 % высказалось за равноправие гомосексуалов наравне с другими гражданами (41 % против, 15 % не определились). Также большинство — 41 % высказалось за введение в законодательство России запрета на дискриминацию по признаку сексуальной ориентации и на разжигание вражды против геев и лесбиянок (31 % против, 28 % не определились).
По вопросу о том, как распространены указанные мнения среди разных социальных групп Левада-Центр констатировал:

«Гомофобия в российском обществе чаще всего встречается среди мужчин, респондентов старшего возраста (старше 55 лет), со средним образованием, низким уровнем дохода. … Толерантность к лицам нетрадиционной сексуальной ориентации и понимание их проблем проявляют больше женщины, молодые россияне (18—39 лет), более образованные и состоятельные респонденты. … Чаще других считают гомосексуальность болезнью, требующей врачебного вмешательства, и что гомосексуалов следует изолировать от общества, респонденты старше 40 лет, лица с образованием средним и ниже среднего, низким уровнем доходов и жители сёл — то есть категории граждан, сохраняющие инерцию советского мышления».
По данным опроса, проведенного ВЦИОМ в январе 2018 г., 79% опрошенных совершеннолетних россиян считают предосудительным, если взрослые люди одного пола вступают в половую связь между собой.
Опрос Левада-центра в мае 2019 года показал рост толерантности по отношению к ЛГБТ — 47% россиян выступили за равные права для геев и лесбиянок. Эксперты объяснили это снижением эффекта от информационной кампании вокруг закона о гей-пропаганде. При этом 56% россиян относились к гомосексуалам скорее отрицательно, только 3% - положительно. Кроме того, по данным опроса Pew Research Center, Россия - это одна из немногих стран, где уровень принятия гомосексуальности падал почти непрерывно с 2002 до 2019 года.   
Вместе с этим в опросе отмечалось, что большинство россиян (63%) готовы в той или иной степени примириться с гомосексуальной ориентацией кого-то из своих друзей, а 31% из опрошенных респондентов полностью прекратили бы общение. Однако, согласно другому опросу, проведенному Левада-центром в апреле 2019 года, потенциальное соседство с гомосексуалами вызывает у 59% респондентов неприязнь или страх.

## Примечание
1. ↑  Murray, Stephen O., Homosexualities, University of Chicago 2000
2. ↑  Tsuneo Watanabe and Jun’ichi Iwata, The Love of the Samurai: A Thousand Years of Japanese Homosexuality, GMP Publishers Ltd, London 1989
3. ↑  Crompton, Louis, Homosexuality and Civilization, Harvard University, 2003
4. ↑  Иран, Саудовская Аравия, Йемен, Нигерия и Уганда
5. ↑  Há 20 anos, a OMS tirou a homossexualidade da relação de doenças mentais Архивная копия от 19 мая 2011 на Wayback Machine // Correio Braziliense, 16 мая 2010
6. 1 2  The Global Divide on Homosexuality Архивная копия от 3 ноября 2013 на Wayback Machine // Pew Global Attitudes Project, June 4, 2013
7. 1 2 3  The Global Divide on Homosexuality Persists (англ.). Дата обращения: 24 ноября 2020. Архивировано 25 декабря 2020 года.
8. 1 2  В Чехии и Словакии в 2019 году опросы проводились посредством личных интервью, в то время как в предыдущие годы опросы проводились по телефону. Эти изменения могут повлиять на общие ответы на данный вопрос.
9. ↑  Данный результат был получен Pew Global Attitudes Project в 2002 году
10. 1 2  47-Nation Pew Global Attitudes Survey (англ.). WORLD PUBLICS WELCOME GLOBAL TRADE – BUT NOT IMMIGRATION. Pew Global Attitudes Project (7 октября 2007). Дата обращения: 1 декабря 2011. Архивировано из оригинала 16 июля 2012 года.
11. ↑  The relationship between LGBT inclusion and economic development: Macro-level evidence (англ.) // World Development. — 2019-08-01. — Vol. 120. — P. 1–14. — ISSN 0305-750X. — doi:10.1016/j.worlddev.2019.03.011. Архивировано 6 августа 2021 года.
12. ↑  Herek G. M. „Assessing heterosexuals“ attitudes toward lesbians and gay men:A review of empirical research with the ATLG scale (англ.) // Lesbian and gay psychology: Theory, research, and clinical applications. — Thousand Oaks: Sage Publications, 1994. — P. 206—228.
13. 1 2  Kite M. E. Sex differences in attitudes toward homosexuals: A meta-analytic review (англ.) // Journal of Homosexuality. — 1984. — Iss. 10, no. 1—2. — P. 69—81.
14. ↑  Morin, S., & Garfinkle, E. Male homophobia (англ.) // Journal of Social Issues. — 1978. — Iss. 34, no. 1. — P. 29—47.
15. ↑  Thompson, E., Grisanti, C., & Pleck, J. Attitudes toward the male role and their correlates (англ.) // Sex Roles. — 1985. — Iss. 13, no. 7/8. — P. 413—427.
16. ↑  Larson et al. „Heterosexuals“ Attitudes Toward Homosexuality (англ.) // The Journal of Sex Research. — 1980. — Iss. 16. — P. 245—257.
17. ↑  Herek, G. „Heterosexuals“ Attitudes Toward Lesbians and Gay Men (англ.) // The Journal of Sex Research. — 1988. — Iss. 25. — P. 451—477.
18. ↑  Kite, M. E., & Deaux, K. Attitudes toward homosexuality: Assessment and behavioral consequences (англ.) // Basic and Applied Social Psychology. — 1986. — Iss. 7. — P. 137—162.
19. ↑  Haddock, G., Zanna, M. P., & Esses, V. M. Assessing the structure of prejudicial attitudes: The case of attitudes toward homosexuals (англ.) // Journal of Personality and Social Psychology. — 1993. — Iss. 65. — P. 1105—1118.
20. ↑  Lewis, Gregory B. Black-White Differences in Attitudes toward Homosexuality and Gay Rights (англ.) // Public Opinion Quarterly. — Iss. 67, no. 1. — P. 59—78.
21. ↑  Herek, G.M. Stigma, prejudice, and violence against lesbians and gay men (англ.) // «Homosexuality: Research implications for public policy»  / J. Gonsiorek & J. Weinrich (Eds.). — Newbury Park: Sage Publications, 1991. — P. 60—80.
22. 1 2  Kyes, K. B. & Tumbelaka, L. Comparison of Indonesian and American college students' attitudes toward homosexuality (англ.) // Psychological Reports. — 1994. — Iss. 74. — P. 227—237.
23. ↑  Millham, J., San Miguel, C. L., Kellogg, R. A factor-analytic conceptualization of attitudes toward male and female homosexuals (англ.) // Journal of Homosexuality. — 1976. — Iss. 2, no. 1. — P. 3—10.
24. ↑  Herek G. M. The heterosexual males, however, tended to respond more negatively, or unfavorably, to gay men than lesbians (англ.) // Journal of Homosexuality. — 1984. — Iss. 10, no. 1/2. — P. 1—21.
25. ↑  Herek G. M. Beyond „homophobia“: A social psychological perspective on attitudes toward lesbians and gay men (англ.) // Journal of Homosexuality. — 1984. — Iss. 10, no. 1/2. — P. 1—21.
26. ↑  Maria Laura Bettinsoli, Alexandra Suppes, Jaime L. Napier. Predictors of Attitudes Toward Gay Men and Lesbian Women in 23 Countries (англ.) // Social Psychological and Personality Science. — 2020-07-01. — Vol. 11, iss. 5. — P. 697–708. — ISSN 1948-5506. — doi:10.1177/1948550619887785.
27. ↑  Gregory M. Herek. The Attitudes Toward Lesbians and Gay Men Scale (англ.). The Attitudes Toward Lesbians and Gay Men (ATLG) Scale. Дата обращения: 8 декабря 2011. Архивировано 8 сентября 2012 года.
28. ↑  Mark J. Brandt, Jarret T. Crawford. Answering Unresolved Questions About the Relationship Between Cognitive Ability and Prejudice (англ.) // Social Psychological and Personality Science. — 2016-11-01. — Vol. 7, iss. 8. — P. 884–892. — ISSN 1948-5506. — doi:10.1177/1948550616660592.
29. ↑  The cognitive roots of prejudice towards same-sex couples: An analysis of an Australian national sample (англ.) // Intelligence. — 2018-05-01. — Vol. 68. — P. 117–127. — ISSN 0160-2896. — doi:10.1016/j.intell.2018.03.012. Архивировано 6 августа 2021 года.
30. ↑  Janell L. Carroll. Sexuality Now: Embracing Diversity. — Wadsworth Publishing, 2009. — 744 с.
31. ↑  Most Israelis would accept a gay child (англ.). Yedioth Internet (7 июля 2007). Дата обращения: 9 декабря 2011. Архивировано 8 сентября 2012 года.
32. ↑  Haaretz survey: 46% of Israelis thinks gays are deviants (англ.). Haaretz.com (6 августа 2009). Дата обращения: 9 декабря 2011. Архивировано 8 сентября 2012 года.
33. ↑  Homophobia in Israel still high but declining slowly, says survey (англ.). Fairfax Media (7 августа 2009). Дата обращения: 9 декабря 2011. Архивировано 8 сентября 2012 года.
34. ↑  Гомосексуальность в российском общественном мнении. Левада-центр: Аналитический центр Юрия Левады (6 августа 2010). Дата обращения: 9 декабря 2011. Архивировано из оригинала 2 ноября 2012 года.
35. ↑  ВЦИОМ. Измены, однополые связи, аборты: табу или норма? (13 февраля 2018). Дата обращения: 20 февраля 2018. Архивировано из оригинала 20 февраля 2018 года.
36. 1 2  Почти половина россиян выступила за равные права для геев. РБК. Дата обращения: 27 июня 2020. Архивировано 26 мая 2019 года.
37. ↑  Левада-центр. Социальная дистанция. Левада-Центр (22 мая 2019). Дата обращения: 27 июня 2020. Архивировано 6 сентября 2020 года.